# Ulica Grunwaldzka w Niepołomicach
Ulica Grunwaldzka – ulica w Niepołomicach, na granicy osiedli Śródmieście i Zagrody. Znajduje się ona w zachodniej części miasta, na zachód od Rynku i Zamku Królewskiego, a na wschód od Niepołomickiej Strefy Inwestycyjnej.
Ulica Grunwaldzka biegnie od ulicy Młyńskiej do ulicy Płaszowskiej, stokami Wężowej Góry (212 m n.p.m.) - najwyższego wzniesienia Niepołomic. Z tego to względu jest jedną z najwyżej położonych ulic miasta. Na całej swojej długości stanowi ona granicę osiedli. Na północ od niej położone jest osiedle Zagrody, natomiast na południe osiedle Śródmieście.
Droga powstała prawdopodobnie w II połowie XIV w., niedługo po wzniesieniu Zamku Królewskiego. Była ona częścią traktu wiodącego z Krakowa do Niepołomic, zwanego drogą królewską. 25 listopada 1411 r. drogą tą przeszedł król Władysław Jagiełło wraz ze swoimi wojskami w triumfalnym pochodzie do Krakowa po zwycięstwie nad Krzyżakami w Wielkiej Wojnie. W 1776 r. została włączona do budowanego miasta Niepołomice. Przed II wojną światową położona była na przedmieściach. Znajdowały się przy niej rozsiane zabudowania mieszkalne i gospodarcze, a także niewielkie punkty handlowo-usługowe. Od lat 70. XX wieku zaczęła powstawać nowa zabudowa. Od pierwszej dekady XXI w. trwa budowa osiedla Na Wzgórzu, które nie stanowi formalnej jednostki pomocniczej gminy.
Spośród zabudowy ulicy warto wyróżnić: remizę Ochotniczej Straży Pożarnej (nr 7), pawilon usługowy Gminnej Spółdzielni "Samopomoc Chłopska" (nr 11) oraz wydział zamiejscowy Starostwa Powiatowego w Wieliczce (nr 15K).
Przy ulicy znajduje się Kopiec Grunwaldzki, wzniesiony w latach 1910–1915 dla uczczenia 500. rocznicy bitwy pod Grunwaldem.